# Juan Geraldino
Juan Geraldino es un deportista colombiano que compitió en judo. Ganó dos medallas en el Campeonato Panamericano de Judo, en los años 1999 y 2000.

## Palmarés internacional
| Campeonato Panamericano | Campeonato Panamericano  | Campeonato Panamericano | Campeonato Panamericano |
| Año                     | Lugar                    | Medalla                 | Categoría               |
| ----------------------- | ------------------------ | ----------------------- | ----------------------- |
| 1999                    | Montevideo (Uruguay)     | Medalla de bronce       | –100 kg                 |
| 2000                    | Orlando (Estados Unidos) | Medalla de plata        | –100 kg                 |